# بارجاه
 بارجاه  بالفارسية ( روستاى بارچاه  ) ، قرية صغيرة تتبع البلدة المركزية (بالفارسية: بخش مرکزی شهرستان بندر لنگه) من توابع مدينة لنجة وتقع في محافظة هرمزگان في جنوب إيران. تقع على بعد 5 كيلومترات شرق قرية مالا.

## حدود قرية بارجاه
حدود قرية بارجاه: من الشمال: قرية كزير، ومن الجنوب بندر لنجة، ومن الغرب قرية مالا، ومن الشرق تنتهي بـ مدينة كنك.

## السكان
يبلغ عدد سكان قرية بارجاه حسب تعداد السكان لعام 2006 للميلاد، (80 ) نسمه تشكل (45 عائلة) ، من أهل السنة والجماعة وعلى المذهب الشافعي. يتكلون الفارسية باللهجة المحلية، لهم مسجد، ومدرسة، وعيادة صحية صغيرة، وبركتان لحفظ مياه الأمطار، يمتهنون بتربية المواشي والزراعة والتجارة.
من الوجوه المعروفة في القرية:
- القاضي: سید محمد حسین البارجاهي.
- العالم :سید عبد الرحيم البارجاهي.